# 海灣豹蟾魚
海灣豹蟾魚（学名：Opsanus beta），為輻鰭魚綱蟾魚目蟾魚科的其中一種，分布於中西大西洋區，包括美國佛羅里達州、墨西哥灣、巴哈馬群島等海域，體長可達30公分，為底棲性魚類，棲息在海草床、海灣，繁殖期在每年2-3月，雄魚會築巢，並發出咕嚕聲來吸引雌魚，具毒性。